# Leila Ameddah
Leila Ameddah (Batna, 21 de abril de 1962) es una escultora y pintora de Argelia.··  Su obra está dentro de las corrientes del arte semi abstracto y el letrismo.

## Datos biográficos
Leila Ameddah ··   artista visual autodidacta·.  Ella es cirujana dentista de profesión, vive y trabaja en Batna.  Ha participado en varias exposiciones nacionales e internacionales, desde 1984 hasta la actualidad. Leila Ameddah recibió influencias de todo lo que es tradicional, aurasieno, bereber y por su trabajo de reconstrucción dental.

## Exposiciones
Las primeras exposiciones las llevó a cabo durante sus años de estudiante ( 1983 - 1989 ) y posteriormente tomó parte en eventos artísticos nacionales e internacionales, con el siguiente orden cronológico:
- 1984 - Exposición individual en la Universidad de Batna.
- 1986 - Exposición individual en la Universidad de Constantina
- 1987 - Exposición a dúo con su hermana ingeniera; Hafssa (miniatura) en Constantina.
- 1992 - Festival internacional « Art islamique» en la universidad Emir Abd El- Kader en Constantina.
- 1998 - Fundación Aurassiana de ciencias, artes y cultura, (F.A.S.A.C) en Batna.
- 2002 - 1.er Salón national de artes plásticas en Batna bajo el lema « les couleurs de l’Aurès» (los colores del Aures).
- 2002 - VII Salon nacional de artes plásticas en Guelma.
- 2002 Primera exposición de arte contemporáneo en  Batna.
- 2004 - Exposición colectiva « couleurs de l’est» (clores del este) en la sala Med Issiakhem de Constantina.
- 2004 - Salón de Artes Plásticas del este en la Galería mohamed Racim, en Argel
- 2005 - Exposición en el Hotel El Aourassi, en  Argel (Jornada mundial de la mujer)
- 2005-Exposición nacional en la galería Med Racim, en Argel (homenaje al artista fallecido  Aicha Haddad).
- 2005-Salón de las artes plásticas en el palacio de la culture de  Argel (Fiesta de la Libertad)
- 2005-Exposición nacional en la galería Temmam, en Algel (homenaje al artista fallecido   Ismail Samssoum).
- 2005-Exposición  en la wilaya de Jijel (Día de la Juventud)
- 2005-Exposición colectiva en Sétif (cabcera de partido).
- 2006 - VII salón de las artes plásticas, en el palacio de la cultura de Annaba.
- 2006- Exposición a dúo en el Festival internacional de Timgad.
- 2006-Exposición individual en Jijel en paralelo al simposio  Argelino-Francés de farmacología
- 2006-Segunda exposición nacional de bellas artes en  Biskra.
- 2007 - Exposición nacional en la galería de Md Racim – Argel (Día mundial de la mujer)
- 2007-Exposición  nacional en Cherchell.
- 2007-Salón nacional de la mujer creadora, en Sétif.
- 2007-Salón de la escultura bajo el eslogan: (la beauté de ma ville - labelleza de mi localidad) en Sétif.
- 2007-Exposición  en  la galería « Thevest» - Argel-
- 2007-Segundo Salón nacional de la escultura en Batna.
- 2007-Exposición  en la Facultad de Medicina en  Constantina en paralelo al seminario Argelino-Francés bajo el tema: Hemofilia.
- 2007-Salón nacional de las artes plásticas en Djelfa.
- 2008 -Salón de la escultura Argelina en el teatro de verdura en Argel.
- 2008-Exposición  a dúo en la casa de la culture (Mohamed el-Aid el-Khalifa) en Batna
- 2009 - Salón magrebí de las artes plásticas en Annaba.
- 2009-Exposición  colectiva en la Galería Racim en homenaje a Aicha Haddad y Flidjani Kheira – Argel-
- 2009- Exposición colectiva en homenaje a Djamila Bent Mohamed en la gran Sala del Complejo Cultural Laadi Flici; Teatro de verdura -Argel
- 2009-"Printemps de Femme" (primaveras de mujer), Galería « Thévest» -Argel-
- 2009- Salón de Otoño en el palacio de la cultura-Argel-
- 2009-Exposición  a dúo en la casa de la cultura en Batna
- 2010-La mujer creadora en el teatro regional de Skikda.
- 2010-Festival internacional de la Caligrafía Árabe en el museo de la iluminación, miniatura y la caligrafía –Casbah- en Argel
- 2010- Creaciones femeninasen el palacio de la cultura de Skikda.
- 2010- VI edición Del Taller Nacional de la Caligrafía Árabe,  en la casa de la cultura Hassan El Hassani de Médéa.
- 2010-Exposición  individual en el palacio de la cultura de Skikda.
- 2010- Exposición individual en la casa de la cultura Mohamed El-Aid El-Khalifa, de Batna
- 2010-Salón nacional del arte islámico en Batna
- 2010- Salón nacional de la escultura en Batna

### Exposiciones internacionales
- 2003 - El año de Argelia en Francia,  en el taller-galería Karim Meziani /Niza.Galería Nithael / Niza, Lille y Lyon
- 2007- la semana Cultural Argelina, en Arabia Saudita.
- 2009-Exposición  «Portes ouvertes des ateliers d’artistes» (Puertas abiertas de los talleres de los artistas) en Francia, organizado por los Departamentos del Nord y de Pas-de-Calais.